# Guillem de Castro i Bellvís
Guillem de Castro i Bellvís (València, 1569-Madrid, 1631), va ser un dramaturg i poeta valencià en llengua castellana, considerat el més important de l'escola valenciana de finals del segle xvi i un dels seguidors més destacats dels inicis de la comèdia nova de Lope de Vega. Té 26 comèdies publicades, més unes 15 obres dramàtiques més que se li han atribuït. La seva fama és deguda sobretot a Las mocedades del Cid (1615), que va influir en Pierre Corneille.

## Biografia
De família il·lustre, que hom deia descendent de Laín Calvo per part de pare, i del rei Joan I d'Aragó per part materna, va ingressar molt jove en la valenciana Acadèmia dels Nocturns. Va treballar defensant de corsaris les costes valencianes amb residència en El Grau. L'any 1595 va contraure un poc afortunat matrimoni, segons es dedueix de les al·lusions que contenen les seues comèdies; fins llavors el seu teatre havia estat influït pel grup d'autors valencians format per Andreu Rei d'Artieda i Cristòfol de Virués, entre d'altres, quan entre aquest any i 1597 degué relacionar-se amb Lope de Vega, que vivia llavors a València, amb la qual cosa el teatre d'ambdós enginys va progressar notablement, en especial el de Guillem de Castro, suggestionat per Lope. L'any 1606 va anar a Itàlia designat pel Virrei de Nàpols, Comte de Benavente, com a governador de Scigliano, i va tornar cap al 1609 a València, per a instal·lar-se poc després a Madrid, a les ordres del primogènit del Duc d'Osuna; ací va participar en els certàmens poètics convocats per a la beatificació i canonització de Sant Isidre.

## Obra
Va compondre gran varietat d'obres teatrals, que va editar a València en dues parts (1618 i 1625). Va ser nomenat cavaller de Santiago l'any 1623 i els seus últims anys van ser amargs per la pobresa, la malaltia i un segon matrimoni amb una dona trenta-dos anys més jove que ell. El seu drama més cèlebre és Las mocedades del Cid, que més tard adaptaria Corneille en El Cid. També va ser molt famós per la seua descripció de caràcters El Narciso según su opininó. Un parell de peces seues s'inspiren en obres de Miguel de Cervantes, com són El curioso impertinente i Don Quijote de la Mancha. En la resta de la seua producció destaquen també drames històrics com El más impropio verdugo i Las hazañas del Cid, obres de capa i espasa, com Los malcasados de Valencia, i peces mitològiques, com Progne y Filomena i Los amores de Dido y Eneas. D'entre les seues comèdies cal destacar El perfecto caballero.

## Homenatge
València li ha dedicat el Carrer de Guillem de Castro.